# 高木駅 (広島県)
高木駅（たかぎえき）は、広島県府中市高木町にある、西日本旅客鉄道（JR西日本）福塩線の駅。

## 歴史
- 1914年（大正3年）7月21日：福塩線の前身である両備軽便鉄道開通時に高木停留場として開設[2]。
- 1926年（大正15年）6月26日：両備軽便鉄道が両備鉄道に改称。
- 1933年（昭和8年）
  - 9月1日：両備鉄道両備福山 - 府中町間が国有化[2]、鉄道省福塩線の駅となり、同時に高木駅に昇格[2]。
  - 11月15日：福塩北線開通に伴い、それまでの福塩線が福塩南線に改称、当駅もその所属となる。
- 1938年（昭和13年）7月28日：福山 - 塩町間全通、福塩南線が福塩線の一部となり、当駅もその所属となる。
- 1970年（昭和45年）12月10日：簡易委託駅化[3]。
- 1987年（昭和62年）4月1日：国鉄分割民営化に伴い、JR西日本の駅となる[2]。

## 駅構造
府中方面に向かって右側に単式ホーム1面1線を有する地上駅（停留所）。棒線駅のため、福山方面行・府中方面行双方が同一ホームを共用する。出入口は新市寄りにあるスロープと、ホーム中央付近の階段の2ヶ所。
福山駅管理の無人駅。ホーム上の待合所には自動券売機が設置されている（岡山地区ICOCA導入と同時期に新機種へ更新されたが、当駅はICOCAエリア外のため、ICOCA装填ホルダーは省略）。

## 利用状況
近年の1日平均乗車人員の推移は以下の通り。
| 年度               | 1日平均 乗車人員 |
| ------------------ | ---------------- |
| 1996年（平成08年） | 269              |
| 1997年（平成09年） | 251              |
| 1998年（平成10年） | 225              |
| 1999年（平成11年） | 215              |
| 2000年（平成12年） | 198              |
| 2001年（平成13年） | 188              |
| 2002年（平成14年） | 196              |
| 2003年（平成15年） | 190              |
| 2004年（平成16年） | 189              |
| 2005年（平成17年） | 204              |
| 2006年（平成18年） | 217              |
| 2007年（平成19年） | 223              |
| 2008年（平成20年） | 230              |
| 2009年（平成21年） | 231              |
| 2010年（平成22年） | 224              |
| 2011年（平成23年） | 231              |
| 2012年（平成24年） | 237              |
| 2013年（平成25年） | 260              |
| 2014年（平成26年） | 234              |
| 2015年（平成27年） | 241              |
| 2016年（平成28年） | 238              |
| 2017年（平成29年） | 254              |
| 2018年（平成30年） | 256              |
| 2019年（令和元年） | 264              |

## 駅周辺
- 府中市保健福祉総合センター
- 府中市立国府小学校
- 新広島ヤクルト販売 府中センター
- ダスキン福山 府中サービスセンター
- 府中市立旭小学校

## 隣の駅
西日本旅客鉄道（JR西日本）
 福塩線
新市駅 - 高木駅 - 鵜飼駅